# Cannabis
Cannabis este un gen de angiosperme ce cuprinde după Systema Nature 2000  trei specii, Cannabis sativa  L. Cannabis indica Lam., și Cannabis ruderalis Janisch. Acești trei taxoni sunt plante originare din Asia Centrală, Asia de Sud, și din regiunile înconjurătoare.

## Sistematica genului Cannabis după mai multe surse
|                                 | După ITIS                                            | GRIN Taxonomy for Plants                                     | După Systema Naturae 2000                  |
| Familie                         | Cannabaceae                                          | Cannabaceae.                                                 | Cannabaceae Augier, 1801 ex Martinov, 1820 |
| Gen                             | Cannabis L.                                          | Cannabis                                                     | Cannabis C. Linnaeus, 1753                 |
| Specie                          | Cannabis sativa L.                                   | Cannabis sativa L.                                           | Cannabis sativa Linnaeus                   |
| Specie                          | -                                                    | -                                                            | Cannabis indica Lam.                       |
| Specie                          | -                                                    | -                                                            | Cannabis ruderalis Janischevsky            |
| Varietatea (Variety în engleză) | Cannabis sativa var. sativa L.                       | -                                                            | -                                          |
| Varietatea (Variety în engleză) | Cannabis sativa var. spontanea Vavilov               | -                                                            | -                                          |
| Subspecie                       | Cannabis sativa ssp. indica (Lam.) E. Small & Cronq. | Cannabis sativa L. subsp. indica (Lam.) E. Small & Cronquist | -                                          |
| Subspecie                       | Cannabis sativa ssp. sativa L.                       | Cannabis sativa L. subsp. sativa                             | -                                          |
| -                               | -                                                    | -                                                            | -                                          |

Legendă
     Denumiri identice în surse diferite
     Idem
     Idem
     Idem
     Denumiri diferite în surse diferite (se referă la denumiri diferite pentru aceeași unitate sistematică)

## Reproducere
Toate tulpinile cunoscute de canabis sunt polenizate de vânt, iar fructul este o achenă. Majoritatea tulpinilor de Cannabis sunt plante de zi scurtă, cu posibila excepție a C. sativa subsp. sativa var. spontanea (= C. ruderalis), care este descrisă în mod obișnuit ca „auto-înfloritor” și poate fi neutră pentru zi.
Canabisul este predominant dioic, având flori imperfecte, cu flori „masculi” staminate și flori „female” pistilate care apar pe plante separate. „Într-o perioadă foarte timpurie, chinezii au recunoscut planta de Canabis ca fiind dioică”, and the (c. 3rd century BCE) Erya dictionary defined xi 枲 "male Cannabis" and fu 莩 (or ju 苴) "female Cannabis". iar dicționarul Erya (aproximativ secolul al III-lea î.Hr.) a definit xi 枲 „Canabis masculin” și fu 莩 (sau ju 苴) „Canabis feminin”. Florile masculine sunt în mod normal purtate pe panicule libere, iar florile feminine sunt purtate pe raceme.

## Utilizări
Plantele din genul Cannabis sunt utilizate ca plante textile, în scopuri medicinale, iar unele extrase ca droguri. Produsele industriale de cânepă sunt realizate din soiuri de Cannabis selecționate pentru a produce o cantitate mare de fibre și un nivel minim de THC (Δ9- tetrahidrocannabinol), o substanță psihoactivă. Substanțele psihoactive sunt extrase din florile uscate și frunzele soiurilor selecționate pentru a produce cantități mari de THC. Diferite extrase de cannabis, printre care și hașișul sunt și ele obținute din aceste plante.
Cânepa are cea mai mare capacitate de industrializare dintre toate plantele tehnice: nimic nu se aruncă, totul e valorificat, iar produsele obținute sunt folosite de la fabricarea banalei funii până în industria cosmetică sau auto. Cânepa este mai puternică și mai durabilă decât bumbacul. De asemenea, este o sursă utilă de produse alimentare (lapte de cânepă, semințe de cânepă, ulei de cânepă) și biocombustibili. Cânepa a fost folosită de multe civilizații, de la China la Europa (și mai târziu America de Nord) în ultimii 12.000 de ani.  În epoca modernă, noi aplicații și îmbunătățiri au fost explorate cu un succes comercial modest. După cultivarea cu cânepă, terenul devine în anul urmator propice cultivării cerealelor deoarece cânepa ucide buruienile. De asemenea, cantitatea de îngrășământ chimic necesară unei producții bune este mult mai mică decat la alte culturi. Din semințe se produce bere, uleiul utilizat în industria vopselelor, în cosmetică, ulei comestibil sau margarină, partea lemnoasă, care rămâne după prelucrarea primară, poate fi folosită la realizarea hârtiei, a zahărului de lemn, a plăcilor prefabricate, chiar și a unui combustibil solid cu mare putere calorică, iar din frunze se fac medicamente și ceaiuri medicinale.
Fibrele din cânepă pot înlocui fibra de sticlă în unele componente din industria auto.
Tricotajele din cânepă sunt naturale, ecologice, refolosibile și foarte călduroase.
În budism, cânepa este în general considerată ca un medicament intoxicant și poate fi un obstacol în calea meditației și a conștientizării. În cultura germanică antică, canabisul era asociat cu zeița iubirii scandinavice, Freya. Sufiștii au folosit canabisul într-un context spiritual încă din secolul al XIII-lea d.Hr.

## Imagini

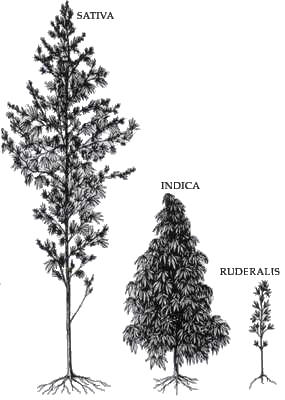
Cele 3 specii  ale genului Cannabis